# Ortopiroxè
El subgrup dels ortopiroxens és un grup de minerals que pertany al grup dels piroxens juntament amb el grup dels clinopiroxens. Està format per quatre inosilicats que cristal·litzen en el sistema ortoròmbic: donpeacorita, enstatita, ferrosilita i protoenstatita. Poden trobar-se en elevades concentracions en algunes roques, com per exemple en ortopiroxenites. El mineral més comú d'aquest grup és l'enstatita.
| Espècie        | Fórmula            |
| -------------- | ------------------ |
| Donpeacorita   | (Mn2+,Mg)Mg(SiO₃)₂ |
| Enstatita      | Mg₂Si₂O₃           |
| Ferrosilita    | FeSiO₃             |
| Protoenstatita | Mg₂Si₂O₆           |